# Feketeügy
A Feketeügy (románul: Râul Negru) egy folyó Romániában, Erdélyben, amely teljes egészében Kovászna megye területén halad. Átfolyik a Felső-háromszéki-medencén és Kökös mellett beleömlik az Oltba.

## Leírása
A Feketeügy az Olt bal oldali mellékvize, amely az egykori Háromszék vármegye északkeleti részén, a Berecki hegység Nagy Sándor csúcsa alatt ered.  Bereckig dél felé folyik, itt kiérve a kézdivásárhelyi lapályra, délnyugatra fordul, majd Uzont  átszelve, Kökös alatt ömlik az Oltba.
A folyó hossza mintegy 80 km.
Vízkörnyéke a Bodoki-, a Berecki- és Bodzai-hegycsoportok övezte nagy völgykatlanra terjed ki.

## Mellékvizei
Észak felől: Kászon és Torja
Délről: Kovászna és Tatrang

## Települések a folyó mentén
- Lemhény
- Nyújtód
- Kézdisárfalva
- Szentkatolna
- Imecsfalva
- Hatolyka,
- Kézdimartonfalva
- Szörcse
- Orbaitelek
- Cófalva
- Bita
- Réty
- Komolló
- Szentivánlaborfalva
- Uzon
- Uzonfüzes
- Kökösbácstelek
- Kökös